# Držanovac
Držanovac (en serbe cyrillique : Држановац) est un village de Serbie situé dans la municipalité de Žitorađa, district de Toplica. Au recensement de 2011, il comptait 796 habitants.

## Démographie

### Évolution historique de la population
| 1948 | 1953 | 1961  | 1971 | 1981 | 1991  | 2002 | 2011 |
| ---- | ---- | ----- | ---- | ---- | ----- | ---- | ---- |
| 915  | 989  | 1 035 | 981  | 956  | 1 000 | 947  | 796  |

|  |